# Synchytrium melicopidis
Synchytrium melicopidis är en svampart som beskrevs av Cooke & Massee 1892. Synchytrium melicopidis ingår i släktet Synchytrium och familjen Synchytriaceae.   Inga underarter finns listade i Catalogue of Life.